# Marathon van Hamburg 1994
De marathon van Hamburg 1994 werd gelopen op zondag 24 april 1994. Het was de negende editie van deze marathon.
Bij de mannen was de Rus Eduard Tukhbatullin het sterkst. Zijn winnende tijd was 2:12.58. De Keniaanse Angelina Kanana snelde bij de vrouwen naar de overwinning in 2:29.59.
In totaal finishten 7849 marathonlopers, waarvan 1031 vrouwen.

## Uitslagen

### Mannen
| rang   | naam                | land | tijd    |
| ------ | ------------------- | ---- | ------- |
| Goud   | Eduard Tukhbatullin | RUS  | 2:12.58 |
| Zilver | Barnabas Qamunga    | TAN  | 2:13.02 |
| Brons  | Carsten Eich        | GER  | 2:13.35 |
| 4      | Ceslovas Kundrotas  | LTU  | 2:14.55 |
| 5      | Sergei Romanchuk    | UKR  | 2:15.56 |
| 6      | Uwe Honsdorf        | GER  | 2:15.56 |
| 7      | Martin Grüning      | GER  | 2:16.15 |
| 8      | Miroslaw Plawgo     | POL  | 2:16.21 |
| 9      | Simon Qamunga       | TAN  | 2:16.37 |
| 10     | Christian Jocher    | ITA  | 2:17.13 |
| 11     | Toomas Tarm         | EST  | 2:17.42 |
| 12     | Pavel Kryska        | CZE  | 2:18.57 |
| 13     | Heiko Klimmer       | GER  | 2:19.09 |
| 14     | Henryk Jankowski    | POL  | 2:19.19 |
| 15     | Nelson Ndereva      | KEN  | 2:19.25 |
| 16     | Pavel Loskutov      | EST  | 2:19.44 |
| 17     | Guido Dold          | GER  | 2:19.54 |

### Vrouwen
| rang   | naam              | land | tijd    |
| ------ | ----------------- | ---- | ------- |
| Goud   | Angelina Kanana   | KEN  | 2:29.59 |
| Zilver | Claudia Lokar     | GER  | 2:32.06 |
| Brons  | Alla Doudayeva    | BLR  | 2:36.34 |
| 4      | Marina Belyayeva  | RUS  | 2:37.02 |
| 5      | Sigrid Wulsch     | GER  | 2:38.17 |
| 6      | Krystyna Kuta     | POL  | 2:38.41 |
| 7      | Vera Sukhova      | RUS  | 2:40.33 |
| 8      | Ingrid Fischer    | GER  | 2:41.28 |
| 9      | Siiri Kangur      | EST  | 2:44.35 |
| 10     | Vilija Birbalaite | LTU  | 2:46.42 |
| 11     | Petra Maak        | GER  | 2:47.27 |
| 12     | Ute Bergeest      | GER  | 2:51.02 |
| 13     | Sirje Eichelmann  | EST  | 2:52.23 |
| 14     | Sabine Kauf       | GER  | 2:53.02 |

1986 · 1987 · 1988 · 1989 · 1990 · 1991 · 1992 · 1993 · 1994 · 1995 · 1996 · 1997 · 1998 · 1999 · 2000 · 2001 · 2002 · 2003 · 2004 · 2005 · 2006 · 2007 · 2008 · 2009 · 2010 · 2011 · 2012 · 2013 · 2014 · 2015 · 2016 · 2017